# Çataloluk, Suşehri
Çataloluk là một thị trấn thuộc huyện Suşehri, tỉnh Sivas, Thổ Nhĩ Kỳ. Dân số thời điểm năm 2011 là 950 người.